# Juan Francisco Padilla Sorbas
Juan Francisco Padilla Sorbas (Almería, 1975) es un guitarrista español.

## Biografía
Juan Francisco Padilla nació en Almería en 1975. Desde niño destaca en la interpretación de la guitarra. Ha dado recitales desde muy joven, como el realizado ante SS.MM. los Reyes de España a la edad de doce años, en España, Alemania, Brasil, Eslovenia, Estados Unidos, Francia, Italia, México, Portugal, Reino Unido y Ucrania.
Ha actuado como solista con la Joven Orquesta Nacional de España, Orquesta Joven de Andalucía, Orquesta Filarmónica de Kiev, Real Orquesta Sinfónica de Sevilla, Orquesta Filarmónica de Málaga, Orquesta Ciudad de Granada, Orquesta de Córdoba, Orquesta de Cádiz, Orquesta Ciudad de Almería, Orquesta de Santo Tirso o la Camerata Vivaldi entre otras, bajo la dirección de Giovanni Antonini, Leo Brower, Edmon Colomer, Yaron Traub, George Pehlivanian, Juan Luis Iborra, Gloria Isabel Ramos, Barry Sargent y Michael Thomas.
En 2009 participa en el ciclo de conciertos en homenaje a Isaac Albéniz, en el centenario de su fallecimiento.
El 3 de mayo de 2018 participa como socio fundador, junto con otros intérpretes, profesores y constructores, en la constitución de la Sociedad Guitarrística de Almería, para el estudio de la guitarra en todos sus aspectos.
Es el autor de una adaptación para orquesta de Almería, de Isaac Albéniz, de un original para piano. Se interpretó en agosto de 2019 por la OCAL en un concierto en las Almadrabillas, junto al Cable Inglés.

## Premios y reconocimientos
- 2004, Insignia de Oro de la personalidad artística más destacada del año por la Junta de Andalucía.[1]
- 2011, Premios Grammy.[1]

## Grabaciones
- Con Cecilia Bartoli e IlGiardinoArmonico, DECCA.[1]
- 2003, Suite Jerez de Germán Beigbeder.[1]